# Wohnhaus Avenida da República, nº 23
Das Wohnhaus Avenida da República, nº 23 ist ein dreistöckiges Wohnhaus in der portugiesischen Hauptstadt Lissabon.
Errichtet wurde es 1913 nach Plänen des Architekten Miguel Nogueira Júnior in Ecklage an der Kreuzung der Avenida da República und der Avenida João Crisóstomo. Auftraggeber war José dos Santos.
Nogueira wurde für seinen Entwurf des Gebäudes 1913 mit dem Prémio Valmor ausgezeichnet. Seit 29. September 1977 ist es als Valor Concelhio klassifiziert.